# Австро-итальянская война
А́встро-италья́нская война́ — война против австрийского господства в Италии, начавшаяся в условиях общеевропейской революции 1848 года.
Также известна как Первая война за объединение Италии.

## Повод к войне
Либеральная революция 1821 года заставила Виктора Эммануила I отказаться от Сардинского (пьемонтского) престола в пользу брата Карла Феликса. Но после смерти последнего на престол взошёл Карл Альберт (27 апреля 1831 года). Он хотел объединить Италию под гегемонией Пьемонта и сделал всё возможное, чтобы спровоцировать восстание в итальянских землях против австрийцев.
В истории объединения Италии следует различать два течения. Одно было народное, ставившее целью единую Италию и полагавшееся исключительно на свои собственные силы, другое — правительственное, собиравшее Италию по частям, не доверявшее народным движениям и действовавшее под покровительством более могущественных держав. Первое движение было создано «Молодой Италией» Мадзини, во главе второго стал Пьемонт (Королевство Сардиния). Дорогу к единству Италии проложило первое течение, но воспользовалось этой дорогой для достижения своих целей второе. Во внутренней жизни нации одно было связано с осуществлением демократической программы, другое же приняло характер буржуазный; пользуясь услугами первого, второе прибегало, однако, к помощи иностранных сил не только для того, чтобы выбить Австрию из её позиции, но и для того, чтобы обессилить итальянскую демократию. Эта противоположность двух направлений с особенной силой проявилась в 1859 году, но начало своё она ведёт с 1848—1849 годов.
Восстание в январе 1848 года в Сицилии и Палермо ознаменовало начало революции. Итальянская революция 1848 года с самого начала получила характер, враждебный Австрии. В одной части Италии Австрия владычествовала непосредственно, и революция поставила на своём знамени освобождение этой части от немецкого ига, а в других её частях монархия Габсбургов была главной поддержкой реакционных правительств, и девизом революции стало полное изгнание австрийцев с Апеннинского полуострова. Достижение национальной независимости составляло самое страстное желание Италии, и движение это было так единодушно, так решительно, что все итальянские правительства, охотно или неохотно, вынуждены были считаться с ним. И несмотря на подобное рвение, доходившее до энтузиазма, невзирая на удобный момент, выбранный для нападения — дело итальянского объединения потерпело тогда полное поражение.

## Восстание в Милане
Известие о февральском перевороте в Париже подействовало как спичка, брошенная в бочонок с порохом. Первым городом, развернувшим знамя возмущения, был Милан, а за ним поднялась и вся Ломбардия. 18 марта народ овладел губернаторским домом и граф О’Доннель, который управлял вместо вице-короля эрцгерцога Райнера, накануне уехавшего из Милана, дал муниципальному совету право учредить национальную гвардию.

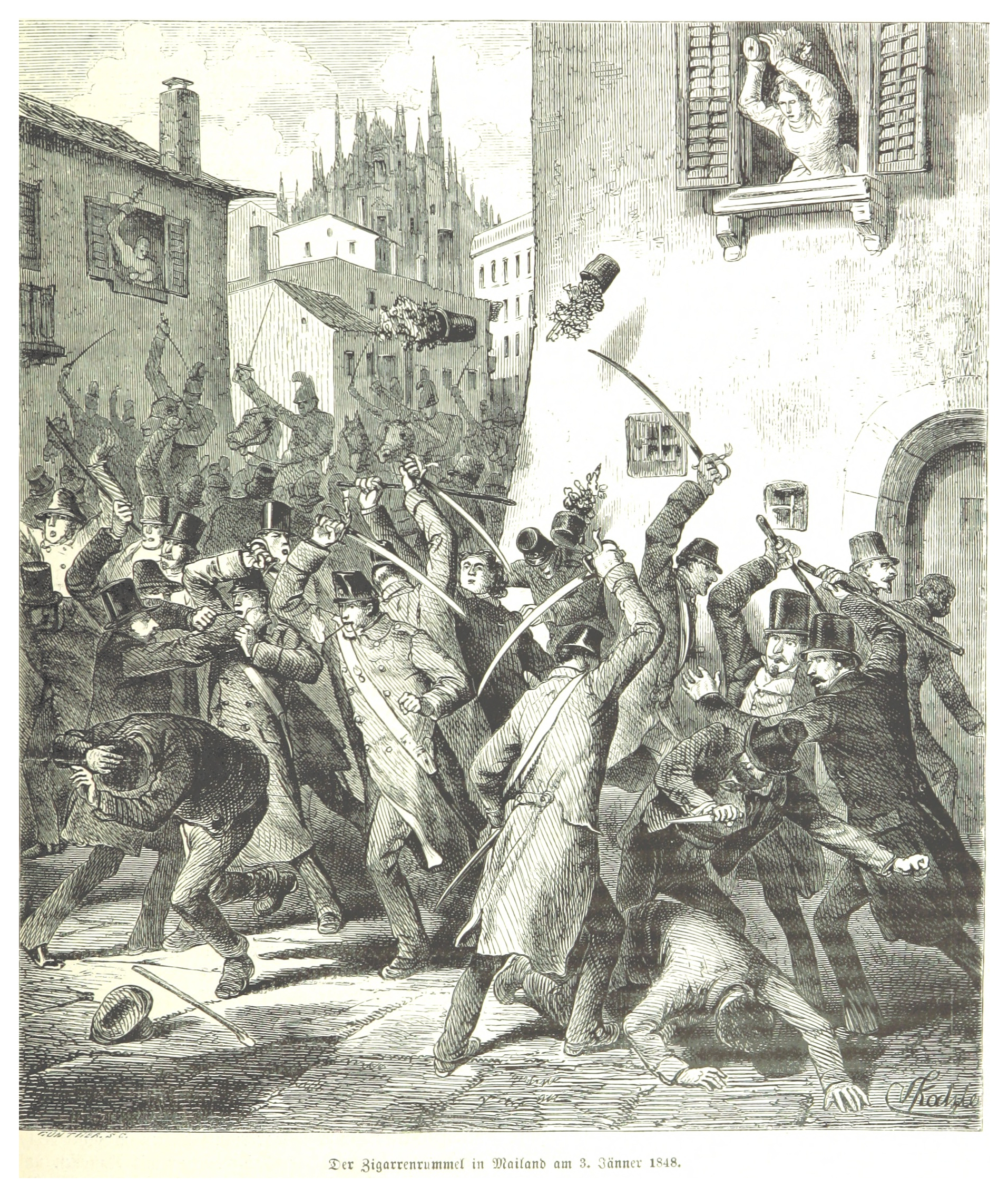
Пять дней Милана
(гравюра 1872 года)

Во главе австрийских войск стоял в это время восьмидесятилетний фельдмаршал граф Радецкий. Его армия, состоявшая из 70 тысяч австрийских войск, разделялась на два корпуса: 1-й графа Вратислава был расположен в Ломбардии, 2-й барона Аспре — в Венецианской области; к моменту восстания в Милане Радецкий мог располагать 10 тысячами человек при 36 орудиях.
Восставшим помогали жители, как и чем могли. Радецкий оставил Милан и стянул войска к городскому валу, рассчитывая обложить город, но звук набата распространял по окрестностям известие о восстании и с вершины Миланского собора развевалось трёхцветное знамя. Вооружённые отряды начали показываться в окрестностях города и число их быстро возрастало, причём опасность удваивалась неизбежным присоединением к восставшим сардинской армии.
22 марта главнокомандующий приказал отступить и в ночь на 23 марта Милан был оставлен, а 25 марта австрийцы, никем не преследуемые, прибыли в Лоди. Вследствие отсутствия известий о 2-м корпусе, а также неблагоприятных сведений об угрожающем положении дел в Венецианской области, Мантуе и Вероне, Радецкий решил продолжать отступление за Минчио и 2 апреля прибыл в Верону, где соединился со 2 корпусом Аспре.
После того как из Ломбардии и Венеции были изгнаны австрийские войска, Карл Альберт неохотно начал приготовления к войне против Австрии. 24 марта 1848 года Карл Альберт объявил войну Австрии. К нему присоединились Папская область и Королевство обеих Сицилий.

## Кампания 1848 года
Сардинские войска под непосредственным командованием короля Карла-Альберта вступили 26 марта в австрийские пределы. Сардинская армия, имевшая около 60 тысяч, составляли 2 корпуса (генералы Бава и Сонназ) и 1 резервная дивизия герцога Савойского. В каждом корпусе было 2 дивизии (24 батальона) линейной пехоты, 1 батальон егерей, 2 полуполка кавалерии (12 эскадронов) и 32 орудия; в резервной дивизии 12 батальонов, 12 эскадронов и 24 орудия. Кроме того, вновь сформированный отряд берсальеров. Артиллерия была очень незначительна в сравнении с численностью всей армии, а кавалерия по своему вооружению была мало способна к легкой кавалерийской службе. Состав инженерных войск: 2 саперные роты и 1 понтонный парк.
При вступлении в Ломбардию войска не имели карт того края, в котором им приходилось действовать, офицеры генерального штаба не знали классического театра войны северной Италии, не умели делать рекогносцировок, а войска часто двигались совсем без маршрутов и располагались по квартирам по усмотрению младших командиров. Военная разведка была организована плохо. Госпитальная часть находилась в полном беспорядке, а интендантская — ниже всякой критики. Воинская дисциплина была совершенно расшатана. Главный же корень всех бед заключался в неумелом высшем командовании армией и в дурной организации сардинских войск.
При объявлении войны у Радецкого для действия в поле было около 35 тысяч (15 тысяч гарнизоны в крепостях), потом это число возросло до 78 тысяч, но первоначально численность была на стороне сардинцев.
Карл-Альберт был лишен всяких военных талантов. Вместо того, чтобы направить главный удар на коммуникационную линию Радецкого, укрывшегося в четырёхугольнике крепостей, и захватить его сообщения, Карл Альберт ввязался в бой с австрийской армией, находившейся под защитой Веронских укреплений. Сардинская армия перешла границу 2 колоннами: левая в направлении на Милан, Кьяри и Брешию, правая — на Павию, Лоди и Кремону. Первоначально решено было предпринять движение к Мантуе, но произведенная 6 апреля рекогносцировка выяснила наличность там больших сил генерала Вольгемута, после чего сардинская армия двинулась к Минчио. Здесь-то на правом берегу у Гоито 8 апреля дело дошло до первой серьёзной стычки, где благодаря превосходству сардинской армии Карл Альберт одержал верх, принудив австрийцев к отступлению. Счастье также благоприятствовало сардинцам и на следующий день, 9 апреля, в стычках у Монцамбано и Боргетто; австрийцы отошли к Вероне.
26 апреля сардинская армия перешла через Минчио, оставив на левом берегу этой реки 1 бригаду для блокады Пескьеры и заняв укрепленную позицию у Соммакампании. Эта позиция имела тот недостаток, что в тылу не имелось удобного пути для отступления. Также не позаботились об устройстве переправы через Минчио.
Положение австрийской армии в это время было очень затруднительное, ибо одна из её коммуникационных линий (Виченца — Тревизо) была во владении восставших, а другая, вверх по Адижу (Верона — Ровередо — Триент), отходила от правого фланга позиции и в направлении параллельно её фронту по стране гористой и бедной. Граф Радецкий, для обеспечения этой линии выдвинул к Пастренго, 28 апреля, бригаду Вольгемута, которая, прикрывая Пескьеру, могла в то же время угрожать блокировавшим крепость войскам атакой во фланг.
29 и 30 апреля Карл Альберт атаковал Вольгемута, но оба раза безуспешно.
30 апреля к Пастренго были направлены: генерал Сонназ (20 тысяч) для атаки с фронта, и генерал Федеричи (4 батальона) для обхода правого фланга австрийцев. Подкрепив Вольгемута 1 бригадой, Радецкий приказал генералу Аспре произвести демонстрацию к Пескьере, но начатая поздно, эта демонстрация явилась безрезультатной, и австрийцы обойденные с правого фланга, должны были отступить за Адиж.
Победа, одержанная сардинцами, не привела к положительному результату, и бой у Пастренго был совершенно бесцелен, так как предпринят был не для захвата сообщений противника, а для обеспечения сардинских войск, осаждавших Пескьеру. Фельдмаршал, ожидая дальнейшего наступления сардинцев к Риволи, притянул туда 5 батальонов из Тироля, но Карл-Альберт в ночь с 3 на 4 мая отвел свою армию на прежние позиции, планируя овладеть Вероной, которая, по слухам, была готова к возмущению.
На военном совете в Соммакампании (5 мая) было решено произвести наступление на Верону и при участии восставших жителей овладеть этой крепостью. Подробная диспозиция, составленная начальником штаба армии генералом Саласко, была разослана войскам очень поздно, поэтому младшие командиры не смогли даже ознакомиться с её содержанием.
Фельдмаршал, оставив в Вероне две бригады на случай беспорядков, расположил остальные войска на позиции у Санта-Люччии (6 мая), причём отправил две бригады на левый берег Адижа, несколько выше Вероны. Против 24 тысяч австрийцев сардинцы могли выставить около 36 тысяч.
Благодаря поздно разосланной диспозиции и несвоевременной варке пищи, наступление, предположенное в 6 часов утра, в действительности началось позже. Бригада Аоста к 9 часам подошла к Санта-Люччии, где уже загорался бой. Последовательно начали прибывать к полю сражения остальные бригады и к 14:30 сардинцы овладели Санта-Лючией, вынудив левый фланг австрийцев отойти назад.
Насколько успешны были дела сардинцев на правом фланге, настолько не успешны на левом, и атака дивизии Бролио на деревню Кроче-Бьянку была отбита с большим уроном. Карл-Альберт, видя, что на содействие восставших в Вероне рассчитывать не приходится, ограничился на правом фланге лишь оборонительными действиями, а вслед затем отдал приказ об отступлении. К вечеру обе армии находились опять на тех же самых позициях, какие занимали утром: этот ничтожный успех возвратил австрийским войскам самоуверенность и пошатнул доверие, каким пользовался Карл-Альберт.
Уже с этих пор в итальянском лагере обнаружился недостаток единства. Кроме того, волонтеры, большими массами стекавшиеся со всех концов Италии, не знали ни строя, ни военных обязанностей, не хотели подчиняться дисциплине, и приносили с собою даже на поле сражения свои политические распри. Пресса, руководимая республиканской партией, действовала пагубным образом, возбуждая недоверие к правительству и охлаждая сочувствие к общему делу. Все это, вместе взятое, мало предвещало добра для Италии.
Боевые силы Радецкого до сих пор были слишком слабы, чтобы предпринять наступательное движение, но в течение мая подошли подкрепления, т. ч. в конце месяца у него было около 50 тысяч против 60 тысяч сардинцев. Карл Альберт потерял в бездействии три недели; за это время был подвезен из Алессандрии осадный парк, посредством которого начался с 18 мая обстрел Пескьеры. Между тем, силы Радецкого постепенно возрастали, и фельдмаршал решился теперь перейти в наступление, поставив себе целью, с одной стороны, освободить Пескьеру, а с другой — оттянуть сардинскую армию от Вероны. Атаковать неприятельскую позицию с фронта Радецкий не решался, считая её чрезвычайно сильной, а предпочел произвести фланговый марш к Мантуе и вверх по правому берегу Минчио двинуться в обход правого фланга сардинцев. Демонстрация полка Цобеля из Тироля должна была прикрыть опасный фланговый марш.
27 мая в 9 часов вечера войска выступили к Мантуе, сделав 40-километровый переход, затем, выйдя из города 29 мая, австрийцы атаковали правое итальянское крыло, занятое тосканцами и неаполитанцами, в Куртатоне и Монтанаре. Сражение закончилось поражением итальянцев, которые потеряли до 2 тысяч пленными и 5 орудий, но упорным сопротивлением не позволили Радецкому развить успех и окружить пьемонтцев Карла Альберта.
Тем временем для преграждения пути Радецкому, Карл Альберт сосредоточил у Гоито (30 мая) 20 тысяч человек при 48 орудиях. 1-й австрийский корпус Вратислава атаковал сардинцев, но без успеха. К ночи австрийцы отошли на прежние позиции. В тот же день в 16 часов Пескьера сдалась с 1600 человек гарнизона и 118 орудиями.
Тем временем известия из Вены становились все тревожнее и тревожнее, император уехал в Тироль, присылка помощи приостановилась, а при таком положении дел на генеральную битву отважиться было рискованно. Избегая её, фельдмаршал отказался от наступления в прежнем направлении, направив главный удар на Виченцу, чтобы, с одной стороны, обеспечить свою коммуникационную линию, а с другой — ослабить разгоравшееся восстание.
В ночь на 4 июня австрийцы выступили из Вероны и продолжали движение в следующие дни через Леньяго и Барбарано. 10 июня фельдмаршал напал на отдельную бригаду папского войска под командованием генерала Дурандо, близ Виченцы и принудил её к сдаче, с обязательством в течение 3 месяцев не подымать оружия против Австрии. Овладев Виченцей, фельдмаршал поспешил вернуться в Верону с 1 корпусом Вратислава, тогда как 2-й корпус Аспре остался в Венецианской области для окончательного её усмирения и присоединился к армии только 12 июля.
Сардинская армия тем временем не достигла никаких осязательных результатов. Хотя генерал Сонназ занял 11 июня риволийское плато, но маневренное значение последнего теперь уже исчезло, так как у Радецкого был другой коммуникационный путь на Виченцу. Попытка Карла Альберта овладеть Вероной во время движения австрийцев в Виченце, не удалась, так как Радецкий вернулся обратно вовремя, а на атаку король не решился. После этой неудачной попытки, на театре военных действий наступает затишье до середины июля.
Приостановка военных действий была весьма желательна для Радецкого, так как он выжидал окончательного усмирения Венецианской области и присоединения корпуса Аспре. Опасение, что интриги республиканцев помешают дальнейшему ходу военных действий, заставило Карла-Альберта выйти из своего бездействия, а Радецкий опасался, что английское посредничество, работавшее особенно деятельно, добьется того, что итальянский вопрос будет разрешен миролюбиво.
К 20 июля сардинская армия в количестве 65 тысяч, занимала следующее расположение: 1 корпус блокировал Мантую, 2-й корпус занимал растянутую линию Риволи — Виллафранка, а резервная дивизия для связи с ними перешла к Ровербелле. Столь растянутый фронт, простиравшийся от Риволи и озера Гарда до По почти на пространстве 100 километров, навел фельдмаршала на мысль прорвать центр неприятельской армии и разбить её по частям, хотя силы австрийцев не превышали 43 тысяч при 150 орудиях.
Первое сражение по переходе Радецкого в наступление разыгралось при Говерноло 22 июля. 23 июля австрийская армия 4 колоннами двинулась вперед, но на пути была задержана страшной грозой; головные части подошли к неприятельской позиции 24 июля утром и немедленно вступили в бой. Главные усилия Радецкого были направлены на занятие деревень Соны и Соммакампании, лежавших на фронте позиции. Несколько атак было отбито и лишь к вечеру австрийцам удалось утвердиться на высотах, окружавших эти деревни, после чего корпус Сонназа перешёл на левый берег Минчио.
Получив известие о движении Радецкого, Карл Альберт распорядился о сосредоточении своих войск к Виллафранке, откуда с большим опозданием выступил к Соммакампании, прибыв туда 24 июля в 2 часа дня. Здесь при Стаффало разыгрался ожесточенный бой, в котором была разбита и отброшена к Вероне австрийская бригада Зимбшена. Получив известие о положении Зимбшена, Радецкий, уже переправивший 4 бригады на правый берег Минчио, тотчас же распорядился об обратной переправе войск на левый берег реки. План фельдмаршала заключался в том, чтобы, сделав свой правый фланг осью захождения, левым перейти в наступление и, заняв высоты Соммакампании, обеспечить свои сообщения с Вероной.
На другой день, 25 июля, произошла решительная битва при Кустоцце, которой добивались обе стороны. Согласно диспозиции, 2-й корпус барона Аспре расположился на линии Соммакампания и Кастельнуово; 1-й корпус Вратислава и резервный корпус расположились у Валеджио. Общий резерв, 3-й корпус, был расположен у Кастельнуово. Численность австрийских войск была около 52 тысяч.
Расположение сардинцев сводилось к следующему: на правом берегу Минчио (напротив Боргетто) корпус Сонназа, на левом берегу: аостская бригада — у Герле, гвардейская — у Стаффало, пьемонтская — у Соммакампании. Резервная артиллерия и кавалерия — у Виллафранки. Общая численность сардинских войск доходила до 44 тысяч. Согласно диспозиции, генерал Сонназ должен был занять Боргетту и вести атаку на Валеджио с правого берега Минчио, тогда как генерал Бава одновременно вести атаку на этот пункт с левого берега, при содействии гвардейской бригады герцога Савойского со стороны Кустоццы. Пьемонтская же бригада (герцог Генуэзский) должна была двинуться к Олиози.
В 10:30 разгорелся упорный бой, длившийся 10 часов при палящем летнем зное. Радецкий вёл атаку на правый фланг сардинцев; бригады Керпена и Лихтенштейна атаковали их с фронта, а бригады Гиулая и Шавгоча были посланы в обход. Гиулай занял Соммакампанию, причём вовремя подошедшая из Вероны бригада Перина своим внезапным появлением в тылу сардинцев заставила их оставить позицию.
Тем временем, на фронте бригады Керпена и Лихтенштейна терпели неудачи и атака их несколько раз была отбита с уроном. Положение этих двух бригад могло бы стать критическим, если бы их не спасло появление Перина и Шавгоча, что, в свою очередь, заставило сардинцев отвести свой правый фланг назад.

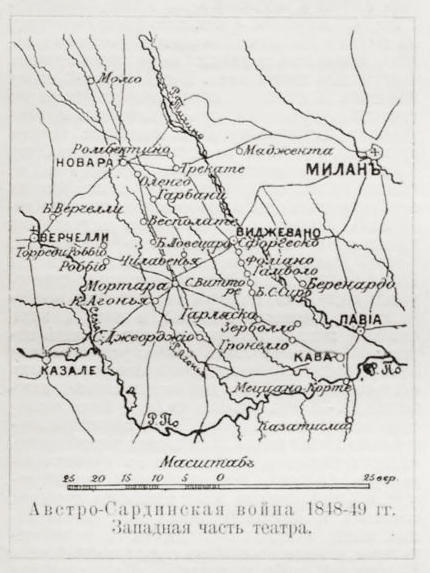
Изображение из «Военной энциклопедии»
(Фото к статье «Австро-сардинская война»).

На левом фланге дела сардинцев тоже шли неважно. Генерал Бава подошёл в 8 часов к Валеджио, но не решился атаковать, найдя этот пункт сильно занятым. Около 11 часов левый фланг бригады Клам Галласа под напором сардинской гвардии стал было отходить назад, но благодаря огню выставленных батарей резервного корпуса и своевременному прибытию бригады Супликаца, наступление сардинцев было приостановлено. Около 4 часов дня было получено донесение от генерала Сонназа, что задержанный Вольгемутом, он не может начать наступление ранее 18:00. При наличии указанного условия не представлялось уже целесообразным продолжать атаку, и король отдал приказ об отступлении к Виллафранке, откуда ночью отошли к Гойто. Австрийцы преследовали вяло. Потери: австрийцев 2000 человек, сардинцев 9000.
Между тем Сонназ, сосредоточив свой корпус к Гоито, оставил незанятыми все переправы через Минчио и тем дал возможность Радецкому переправить австрийскую армию на правый берег реки. Здесь у Вольты 27 июля 2-й австрийский корпус д'Аспре столкнулся с Сонназом и после упорного боя отбросил его к Гойто. Видя совершенное расстройство армии, недостаток материальных средств и упадок духа в войсках, король решился 27 июля начать отступление к Кремоне. 31 июля он перешёл Адду после стычки у Солароло и двинулся к Лоди, где разыгралось небольшое дело (1 августа).
Король не хотел отдавать Милан без боя, почему сделал важную стратегическую ошибку, направив к нему сардинские войска и оставив без защиты свои собственные владения. 4 августа австрийцы двинулись на штурм Милана. Прикрытый деревьями садов, неприятель появлялся с разных сторон совершенно неожиданно. После удачной атаки местечка Костеньедо, сардинцы отступили за городские укрепления, из-за которых и продолжали перестрелку. Ночь положила конец сражению, но Карл-Альберт не мог не понимать, что если оно возобновится на следующий день, то будет иметь следствием полное разрушение города бомбардировкой. Единственное средство сохранить Милан и спасти армию состояло в капитуляции, — и на неё-то он и решился.
Сдачей Милана (6 августа) завершилась кампания 1848 года. Сардинские войска находились в таком расстройстве, что нечего было и думать о продолжении военных действий, и король, как сказано, понял необходимость заключить перемирие, дабы пополнить армию, устроить её и начать войну снова при более благоприятных обстоятельствах. Три дня спустя после выступления Карла-Альберта из Милана (9 августа), было заключено между ним и австрийцами перемирие, которое по имени начальника штаба сардинской армии, подписавшего его, известно под именем перемирия Саласко. Демаркационной линией между обеими армиями была признана граница Пьемонта и Ломбардии; кроме того, укреплённые места, занятые сардинцами на чужой территории, должны были быть сданы австрийцам. Сардинской армии дозволялось в два перехода отступить за Тичино.

### Действия волонтеров Гарибальди
Летом 1848 года в Милан прибыл Джузеппе Гарибальди. Там ему поручили формирование ломбардских волонтеров. В непродолжительное время он собрал два батальона, численностью в 500 человек. Доведя численность своего отряда до 1½ тысяч человек, он перешел в наступление. Он двинулся на Бергамо, в окрестностях которого, в тылу австрийцев, решил действовать на их сообщениях. Здесь он получил приказание вернуться в Милан и вместе с армией защищать город против 60-тысячных войск Радецкого. Дойдя до Монцы, он узнал, что Милан уже капитулировал. Тогда он направился к озеру Комо для действий в тылу австрийцев. Силы его в это время доходили до 5 тыс. человек. 
Австрийцы преследовали его. Гарибальди, сдерживая их на каждом шагу, решил отступить в Пьемонт и двинулся на Лугано, имея лишь 750 человек. Между тем, король Карл-Альберт попросил перемирия. Но Гарибальди не желал прекращать борьбы. Он пошел на Арону и овладел на озере Лаго-Маджоре несколькими австрийскими судами, образовав из них флотилию с целью действовать на сообщениях австрийцев. Однако после упорной борьбы он должен был уступить численному превосходству австрийцев и перешел на швейцарскую территорию.

## Кампания 1849 года
При возобновлении военных действий, король сложил с себя верховное командование над армией, но решил остаться при войсках и разделить с ними все труды и опасности. Он обратился с просьбой к французскому правительству прислать ему способного военачальника, дабы вручить ему главнокомандование над армией. Никто, однако, не захотел компрометировать свою репутацию вмешательством в дело, обреченное, казалось, заранее на неудачу. В такой крайности Карл-Альберт поневоле должен был довериться полководцу с посредственными военными талантами, незнакомому ни с местностью, среди которой ему приходилось действовать, ни с армией, которой он должен был предводительствовать. Это был поляк Хржановский. Помощники его тоже не блистали достоинствами, что в связи с духом войск, подорванным прежними неудачами, не предвещало Сардинии успеха.

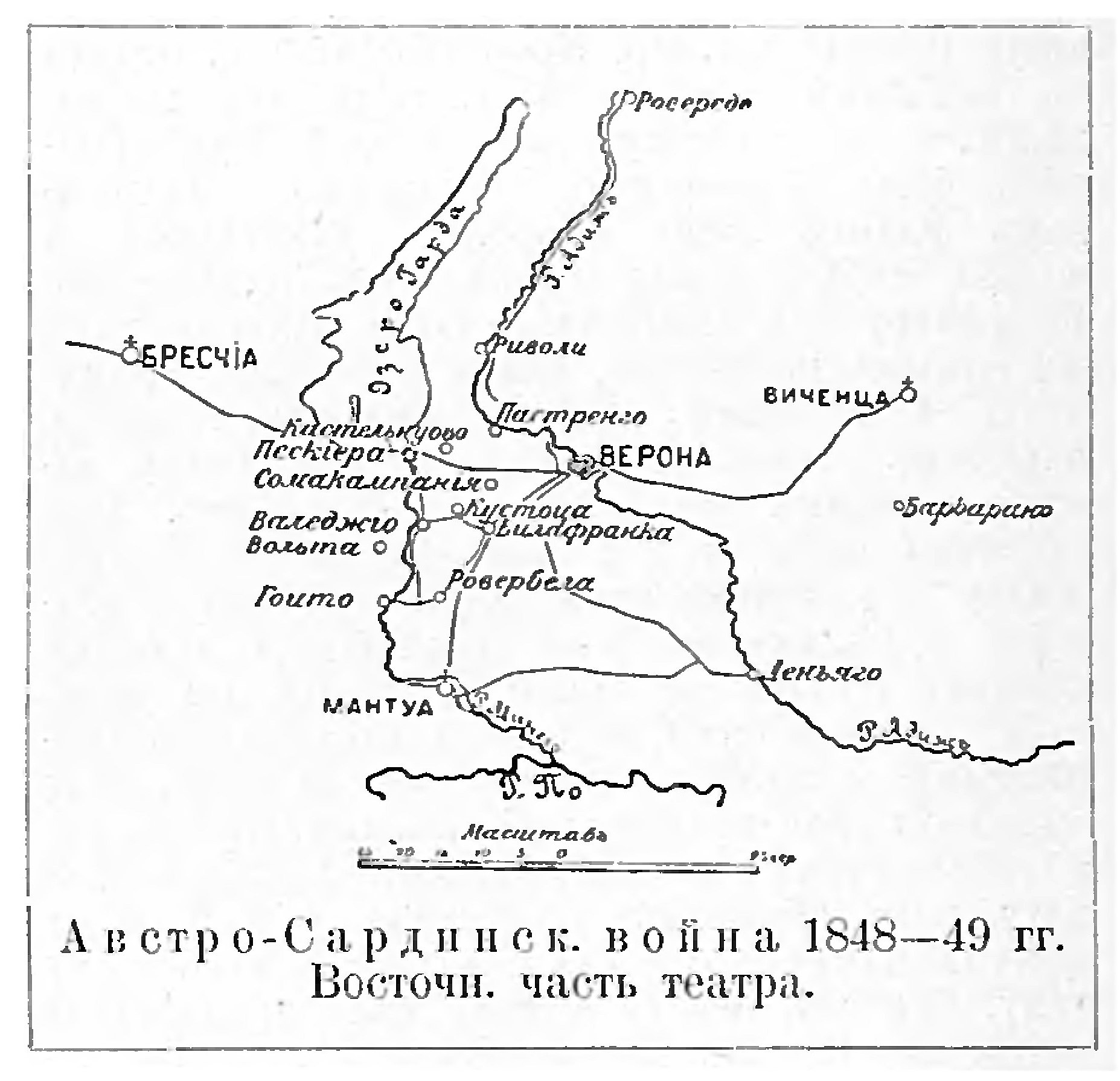
Изображение из «Военной энциклопедии»
(Фото к статье «Австро-сардинская война»).

Силы Сардинии к моменту начала военных действий состояли из 118 тысяч человек (124 батальона, 46 эскадронов и 156 орудий), причём общая численность полевых войск не превышала 88 тысяч. У Радецкого находилось 130 тысяч, но для действий в поле он мог выставить 70 тысяч, разделённых на 5 корпусов (из которых один был резервный). Дух австрийских войск был превосходный, при безграничном доверии к маститому вождю.
12 марта 1849 года было объявлено о прекращении перемирия, а 20 марта с полудня должны были возобновиться военные действия. Карл-Альберт перешёл через Тичино в голове дивизии герцога Генуэзскаго (сардинская армия состояла из 7 дивизий и 2 отдельных бригад), которая должна была сделать рекогносцировку по направлению Мадженты, тогда как дивизия Ромарино была направлена к Каве, с целью занять кавскую позицию и, в случае наступления неприятеля со стороны Павии, задержать его до подхода главных сил. Рекогносцировка выяснила, что австрийцы ещё накануне вечером выступили из Мадженты и, по-видимому, потянулись к Павии или к Лоди. Дорога на Милан была открыта и Хржановский мог бы двинуться в Ломбардию, отрезать Радецкого от пути его отступления и подать руку венецианцам. Если бы фельдмаршал подступил даже к Турину, то крепости Казале, Алессандрия, Кони и Генуя удержали бы его более, чем было нужно для спасения Пьемонта. Одновременно можно было направить часть сил к Павии, занять её и воспрепятствовать обратной переправе австрийцев через Тичино. Подобный способ действий мог иметь самые решительные последствия, но Хржановский, принимая во внимание свойства своих импровизированных войск, предпочел более осторожный образ действий.
Между тем, ещё 18 марта Радецкий принял решение сосредоточить всю армию у Павии и переправиться в этом пункте через Тичино, дабы произвести отсюда вторжение в Пьемонт, причём для отвлечения внимания противника приказал войскам, находившимся у Мадженты, отступать сначала по дороге к Лоди, а затем повернуть к Павии. 20 марта австрийская армия (70 тысяч при 210 орудиях), сосредоточенная у Павии, произвела переправу и разрезала сардинскую армию, не встретив со стороны неприятеля почти никакого сопротивления. Дивизия Ромарино, разбросанная в окрестностях Кавы (у Зерболо, Кавы и Меццано-Корте), была отброшена за реку По. Таким образом у Ломбардской дивизии была отнята любая возможность соединиться с главными силами и она была обречена на бездействие. Когда это стало известным Хржановскому, он распорядился немедленной сменой Ромарино и назначением на его место генерала Фанти. Последнему было поручено исправить, по мере возможности, сделанные ошибки, но уже было поздно: возвращение в Меццано-Корте сделалось невозможным.
Пока все это происходило, австрийский корпус Аспре, не встречая никакого сопротивления, двинулся к Гронелло и Гарляско; за ним двигался корпус Аппеля, Вратислав шёл на Зерболо, а Турн остался в Каве (имея одну бригаду у Меццано-Корте); резерв же перешёл в Гравеллоне. Бригада из корпуса Вратислава следовала по левому берегу Тичино, прикрывая движение корпуса из Мадженты к Павии. Радецкий смело мог теперь двигаться к Новаре, потому что сожжение моста у Меццано-Корте отделило 5 и 6 сардинские дивизии и бригаду авангарда от главных сил и сделало их совершенно безвредными для австрийской армии и в случае удачи фельдмаршал мог закончить кампанию в несколько дней.
20 марта Хржановский отдал приказание: 1-й дивизии Дурандо двинуться к Мортаре и занять здесь позицию, а 2-й дивизии Бесса — расположиться впереди Виджевано, у Сфорческо. С рассветом же 3-я дивизия Перроне получила приказание двинуться к Гамболо, 4-я, герцога Генуэзскаго, к Виджевано, а резервная — к Мортаре. Главнокомандующий полагал, что ранее 11 часов дня австрийцы появиться не могут, а следовательно, дивизия Бесса и 4 батальона, стоявшие в Борго-Сан-Сиро для связи и поддержки Ромарино, будут в состоянии удерживать неприятеля до прибытия 4-й дивизии.
С рассветом генерал Бесс занял Сфорческо, выслал авангард в Борго-Сан-Сиро, а для прикрытия правого фланга и связи с 1-й дивизией, отрядил вправо, по дороге в Мортару, бригаду Казале. К 10:30 прибыл первый полк савойской бригады (3-й дивизии), который главнокомандующий поставил на дороге в Гамболо, за глубоким оврагом, поддержав батареей из 10 орудий и полком генуэзской кавалерии.
Между тем, австрийцы из Зерболо двигались на Виджевано и Мортару в следующем порядке: Аспре и Аппель через Гарляско на Мортару, Турн — на Сан-Джоржио, Вратислав — на Гамболо, отрядив бригаду на Виджевано. Около 10 часов утра последний отряд, поддержанный бригадой Страссальдо, шедшей в голове колонны Врастислава, атаковал пьемонтский авангард в Борго-Сан-Сиро и оттеснил его к Сфорческо. Но генерал Бесс с одной своей бригадой, 2 эскадронами и пешей батареей успел отразить неприятеля и отбросить его к Сан-Витторе. В это время австрийская бригада, направленная с левого берега Тичино через Беренардо, встретила сардинцев сильным огнём, а приближение корпуса Вратислава заставило их прекратить преследование и отойти на прежнюю позицию.
Пока разыгралось это дело, Хржановский, видя, что против него действует один лишь корпус Вратислава, отдал приказание 4-й дивизии и бригаде Савоне (3-й дивизии) ускорить движение, намереваясь немедленно перейти в наступление и разгромить слабую колонну Вратислава, но в 14 часов получил известие, что, по причине поздней раздачи пищи войскам, последние не могут прибыть ранее, чем через 4 часа. Положение сардинской армии становилось критическим; если бы неприятель всеми силами обрушился на Гамболо, то ему было бы нетрудно разрезать армию и прекратить сообщение с войсками, находившимися у Мортары.
К вечеру у Хржановскаго находились под рукою три дивизии и он намеревался сам атаковать неприятеля, рассчитывая, что ломбардская дивизия сделает диверсию в тылу австрийской армии, совершив переправу через мост у Меццано-Корте, о сожжении которого ещё ничего тогда не знали в главном штабе. Дело, разыгравшееся на правом фланге, уничтожило все надежды.
Ещё 20 марта дивизии Дурандо приказано было передвинуться из Весполате в Мортару, что было исполнено в ночь с 20 на 21 марта, причём дивизия заняла позицию по обеим сторонам дороги в Гарляско за каналом Роджиа Бирога. Правее Дурандо, прикрывая его правый фланг, расположилась резервная дивизия герцога Савойского. Местность вокруг Мортары покрыта садами, виноградниками, изрезана рвами и каналами, так что нужно было знать её очень хорошо, дабы при отступлении не подвергнуть армию совершенному поражению. Никто не озаботился осмотреть её и устроить нужные сообщения. Правый фланг дивизии Дурандо упирался в монастырь святого Альбина, занятый одним батальоном, центр стал на небольших песчаных возвышениях, левый же фланг примкнул к кладбищу, за которым расположилась, принадлежавшая к составу дивизии, кавалерия. 16 орудий были разбросаны по всему фронту позиции. Резервная дивизия стояла между Мортарой и Кастель д’Агонья. 24 орудия были поставлены в центре и по флангам. Кавалерия: полк за правым флангом, полк с 8 орудиями — в резерве за Мортарой. Всего в Мортаре было 22 тысячи пехоты, 2 тысячи кавалерии и 48 орудий.
Около 16:30 разъезд принес известие о наступлении неприятельских сил со стороны Гарляско. Действительно, корпус Аспре (15 тысяч), имея в голове дивизию эрцгерцога Альберта, прикрытую густой цепью стрелков, выстроив на походе колонны к атаке, в 17:30 обрушился на центр дивизии Дурандо, подготовив предварительно атаку огнём 24 орудий. Сардинцы в беспорядке бросились в Мортару. Австрийцы ворвались в город и захватили обоз 1-й сардинской дивизии. В городе завязалась страшная свалка, темнота ночи увеличивала беспорядок, сардинцы рассеялись по всем направлениям. Так как никаких приказаний на случай отступления дано не было, то никто не знал что делать и предпринять. Герцог Савойский двинул на помощь два батальона при двух орудиях, но, видя множество бегущих со всех сторон, убедился в бесполезности продолжать бой. Всем войскам в 9 часов вечера приказано было отступить через Кастель д’Агонья на Роббио.
В сражении при Мортаре сардинцы потеряли до 500 человек убитых и раненых и более 2 тысяч пленных при 66 офицерах. Сверх того, было захвачено 6 орудий, множество зарядных ящиков и почти весь обоз 1-й дивизии, но более всего уменьшило численную силу обеих дивизий — множество нижних чинов и офицеров, которые, отделившись от своих частей, скитались по окрестностям, не зная, куда направиться, и присоединились к своим частям уже после новарскаго боя. Потеря австрийцев простиралась до 300 человек убитых и раненых.
Получив известие о поражении дивизий Дурандо и герцога Савойского под Мортарой, Хржановский решил сосредоточить на фланге неприятеля у Новары всю сардинскую армию, угрожая его сообщениям в случае движения к Турину. 22 марта сардинские войска направились к Новаре, причём отступление их прикрывала дивизия герцога Генуэзского, оставленная в Трекате. Ночью прибыли в Новару остатки разбитой дивизии герцога Савойского, а бригада Солароли перешла в Ромбентино.
22 марта австрийская армия двинулась вперед в следующем порядке: Вратислав из Гамболо в Чилавенью по направлению к Верчелли, Аспре — в Весполате, а авангард его корпуса к Гарбани (8 верст от Новары), Аппель, следовавший за ним, остановился позади Весполате, Турн — в Торреди Роббио (на правому берегу реки Агоньи), резервный корпус и главная квартира Радецкого прибыли в Борго-Ловеццаро. Благодаря медленности движений, австрийцы утратили соприкосновение с противником и не знали, куда собственно направился Хржановский — к Новаре или к Верчелли? Последнее было совсем нежелательно для Радецкого, ибо движение это доставляло возможность сардинцам укрыться за Сезию. В этих видах, получив неверное известие от авангарда о направлении армии Хржановскаго к Верчелли, фельдмаршал отдал приказ корпусу Вратислава двинуться к Борго-Верчелли и теснить отступавшего неприятеля. 23 марта приказано было Турну направиться вслед за корпусом Вратислава, а в случае сосредоточения неприятеля у Новары, идти к этому городу, куда должны были двигаться Аспре, Аппель и резерв. Две бригады, оставленные в Павии, были направлены к Казале для предупреждения сардинцев на По. Кроме того, несколько отрядов были оставлены в Мортаре и других городах, что уменьшало численную силу армии на 12 тысяч штыков, так что у Радецкого ко дню решительного сражения у Новары осталось 57 тысяч человек при 186 орудиях. В виду полученных по пути австрийцами сведений о нахождении сардинцев у Новары, их войска направились к этому городу.

### Битва при Новаре
Новара была окружена двумя небольшими ручьями, Агонья и Тердоппио. В 2 километрах к югу от города лежала деревня Биккоко, расположенная на вершине холма, доминирующего над городом и дорогой в Мортару. На восток от деревни местность болотиста и перерезана двумя глубокими рвами, на запад тянулись обработанные поля, на которых разбросано множество ферм. Поля эти перерезаны каналом, идущим параллельно Агонье на близком от неё расстоянии. За каналом проходила дорога из Верчелли в Новару.
С рассветом 23 марта Хржановский расположил сардинскую армию на позиции следующим образом: 1-я дивизия, расположилась на правом фланге позади фермы Казануово, упираясь в канал Даси, шедший почти параллельно Агонье: 2-я дивизия, составляя центр всего расположения, стала впереди фермы Читаделла; 3-я дивизия заняла деревню Биккоко; впереди неё, на скате справа от дороги в Мортару, поставлена была 14-орудийная батарея для обстрела дороги и плато. Часть кавалерии была выдвинута вперед к деревне Оленго. 2 батальона берсальеров расположились за 3-й дивизией, занимая глубокий овраг, лежащий к востоку от Биккоко. Бригада Солароли стала на дороге в Трекате, позади ручья Тердоппио, имея назначение прикрывать левый фланг. Общий резерв составляли две дивизии: 4-я герцога Генуэзского у кладбища Сан-Наццаро (позади 3-й дивизии) и резервная, герцога Савойского, за правым флангом, близ верчельской дороги. Сила сардинской армии простиралась до 50 тысяч, при 112 орудиях. План сардинцев сводился к тому, чтобы обороной позиций у Оленго и Биккоко утомить неприятеля и заставить его ввести в дело все резервы, а затем перейти в наступление двумя свежими дивизиями герцогов Генуэзского и Савойского.
Утро сражения (23 марта) было сумрачно, шёл дождь; войска были утомлены маршем и голодны, потому что транспорты не прибыли во-время и солдаты должны были довольствоваться сухарями.
Бой завязался в 11 часов утра у Биккоко. Атаку начал 2-й австрийский корпус барона Аспре, наступавший со стороны Оленго. Как только открылась канонада, несколько взводов берсальеров, состоявших из молодых солдат, побежали с поля сражения, а при приближении австрийцев 15-й полк бригады Савоне, занимавший Биккоко, последовал примеру берсальеров и бежал в Новару. Однако, савойская бригада штыками выбила австрийцев из всех занятых ими строений и отбросила их.
Выдвинув почти всю свою артиллерию против пункта атаки и подкрепив передовую линию, Аспре снова повел войска в атаку и успел смять савойскую бригаду. В 14:30 австрийцы овладели Биккоко. Для противодействия неприятелю Хржановский выдвинул из резерва сначала одну, а потом две батареи и, сосредоточив на одном пункте 32 орудия, приказал дивизии герцога Генуэзского двинуться в атаку. Дивизия оттеснила неприятеля за Кастеляццо и Оленго. В то же время герцог Савойский с 6 батальонами прибыл на поддержку левому флангу. Хржановский принял командование над этим отрядом и лично повел его на Биккоко: неприятель был выбит.
Это была решительная минута. Если бы Хржановский, пользуясь успехом, перешёл всеми силами в наступление, то он мог бы разгромить корпус Аспре до прибытия Аппеля. Но Хржановский не решился двинуться вперед и даже приказал дивизии герцога Генуэзскаго, занявшей Кастеляццо и Оленго, отступить на прежнюю позицию. Случай был упущен. Аспре оправился и, пользуясь отступлением сардинцев, устроил свои войска, снова заняв Кастеляццо и Оленго.
Между тем, фельдмаршал, получив в полдень донесение от Аспре, что около Новары сосредоточены силы противника, приказал корпусу Аппеля и резерву двинуться немедленно на поддержку Аспре, а Вратиславу и Турну изменить направление и следовать в Новару. В исходе четвёртого часа прибыл корпус Аппеля. 1-я дивизия этого корпуса развернулась против центра, 2-я позади неё и обе двинулись в атаку, но сардинцы отбили нападение.
Около 17 часов подошёл к Оленго резервный корпус. Граф Радецкий, понимая, что деревня Биккоко является тактическим ключом сардинской позиции построил корпуса Аспре и Аппеля в колонны к атаке и бросил всю эту массу на деревню. Остальная часть резерва выстроилась влево для задержания центра и правого фланга сардинцев. Заметя подобный манёвр, Хржановский для отклонения удара, приказал дивизиям Дурандо и Бесса перейти в наступление. Дурандо двинулся к ферме Торионе; после упорного боя неприятель был сбит и отброшен за Торионе и в то же время Бесс повел штыковую атаку на австрийцев и заставил их отступить.
Но в то время как правый фланг и центр действовали так успешно, на поддержку австрийцам, овладевавшим Биккоко, подходил 3-й корпус Турна. Не находя неприятеля у Верчелли и услыхав гул канонады по направлению к Новаре, Турн свернул на выстрелы и в 17 часов прибыл к мосту на Агонье. Четыре с половиной дивизии, брошенные Радецким на Биккоко, овладели деревней. Хржановский пытался выбить австрийцев из Биккоко, но неудачно.
Карл-Альберт увидел, что после взятия неприятелем Биккоко нет уже возможности выиграть сражение и поэтому приказал начать отступление. 1-я дивизия в начале отступления была неожиданно встречена с фланга картечью артиллерии корпуса Турна, но, выслав на свой правый фланг берсальеров, успела отступить к городу без больших потерь. Беспорядок в сардинской армии превосходил всякое воображение и большим счастьем для неё было отсутствие преследования со стороны победителей.
Беспорядок, расстройство и упадок духа армий не позволяли и думать о продолжении войны, а потому ещё ночью король послал, находившихся при нём ответственного министра Кадорна и генерала Казати в лагерь Радецкого для мирных переговоров. Условия, предложенные победителем, как и следовало ожидать, были весьма тяжки. Тогда поздно ночью во дворце Беллини в Новаре король отрекся от престола в пользу своего сына Виктора-Эмануила и уехал из армии.
24 марта Хржановский приказал начать отступление к Момо; не зная об отступлении пьемонтской армии, австрийцы начали бомбардировать Новару. Тотчас же после отречения своего отца, молодой король отправился лично в лагерь Радецкого. Условия, предложенные ему, были следующие: перевести сардинскую армию на мирное положение; распустить корпус волонтеров; австрийцы в числе 18 тысяч человек должны занять области между Сезией, Тичино и По; в Алессандрии — смешанный гарнизон из австрийцев и пьемонтцев, на полном содержании последних. Сардиния уплачивает Австрии 65 миллионов франков вознаграждения за военные издержки.
Мирный договор был подписан 6 августа 1849 года. Им завершился политический переворот не в одном только Пьемонте: французы овладевали Римом, великий герцог тосканский возвращался в свои владения, благодаря содействию австрийских войск, и мечты, надежды Италии, её стремление к независимости, её воинственный энтузиазм, миновали как сон и лишь через десять лет, при содействии императорской Франции, снова воспрянули на полях Мадженты и Сольферино.

## Итог войны
Бо́льшая часть Италии снова оказалась под властью австрийцев.
| Страны   | Население 1848 г. | Войск   | Убито | Умерло от ран | Умерло от болезней |
| -------- | ----------------- | ------- | ----- | ------------- | ------------------ |
| Австрия  | 30 250 000        | 130 000 | 1887  |               | 4 000              |
| Сардиния | 4 300 000         | 118 000 | 937   | 888           | 575                |
| Всего    | 34 550 000        | 248 000 | 2824  |               | 4575               |